# Pim Mulier
Vous pouvez aider à l'améliorer ou bien discuter des problèmes sur sa page de discussion.
- Il ne cite pas suffisamment ses sources. Vous pouvez indiquer les passages à sourcer avec {{référence nécessaire}} ou {{Référence souhaitée}}, et inclure les références utiles en les liant aux notes de bas de page. (Marqué depuis avril 2024)
- Certaines informations devraient être mieux reliées aux sources mentionnées dans la bibliographie ou les liens externes. Améliorez sa vérifiabilité en les associant par des références. (Marqué depuis avril 2024)

- Archive Wikiwix
- Bing
- Cairn
- DuckDuckGo
- E. Universalis
- Gallica
- Google
- G. Books
- G. News
- G. Scholar
- Persée
- Qwant
- (zh) Baidu
- (ru) Yandex
- (wd) trouver des œuvres sur Wikidata

Willem Johan Herman Mulier dit Pim Mulier, né le 10 mars 1865 à Witmarsum aux Pays-Bas et mort le 12 avril 1954 à La Haye dans le même pays, est un des fondateurs du sport moderne néerlandais. Il est président de l'Union internationale de patinage (International Skating Union) de 1892 à 1894.

## Biographie
Pim Mulier est né à Witmarsum. En 1867, la famille Mulier s'installe à Haarlem.
Dès son plus jeune âge, Pim Mulier est fasciné par le sport. À Noordwijk et à Ostende, il entre en contact avec le football anglais. À partir de ce moment, il n'a qu'un seul objectif en tête : la lutte contre les préjugés et la myopie des Néerlandais. Il aborde les choses en grand, ne se limitant pas à un seul sport. En 1878, il organise les premières compétitions d'athlétisme néerlandaises sur le domaine Rooswijck à Velsen. Le programme comportait deux parcours : la courte distance (sprint de 100 m) et la longue distance (course de fond de 2 km). Pim Mulier remporte les deux distances.
Dans sa ville de Haarlem, il enseigne à ses amis les règles du football, et participe à la fondation du Haarlem Football Club (Koninklijke HFC) en 1879. 
Au cours de ses études en Angleterre, il se familiarise avec des sports tels que le hockey, le bandy et le tennis et ne cesse de pratiquer ces disciplines sportives aux Pays-Bas. Il fonde alors le premier club de tennis aux Pays-Bas en 1884, le Haarlem Lawn-TennisClub, organise la première compétition d'athlétisme et introduit le cricket et le hockey aux Pays-Bas.
Il promeut également le sport sur papier. En tant que journaliste, il donne force et élan au magazine Het Sportblad fondé en 1888. Il écrit des livres sur l'athlétisme, le football, les sports d'hiver, le cricket et la pêche. Sa pratique sportive active n'a pas souffert de son écriture. Sa devise est la vitesse et il l'utilise là où il le peut.
Le 8 décembre 1889, il est le fondateur de l'Association néerlandaise de football et d'athlétisme, et en devient le premier président. En 1890, il patine dans onze villes de la Frise, ce qui deviendra l'Elfstedentocht, la très populaire course d'endurance néerlandaise de patinage de vitesse. Il conçoit lui-même la médaille de la participation.

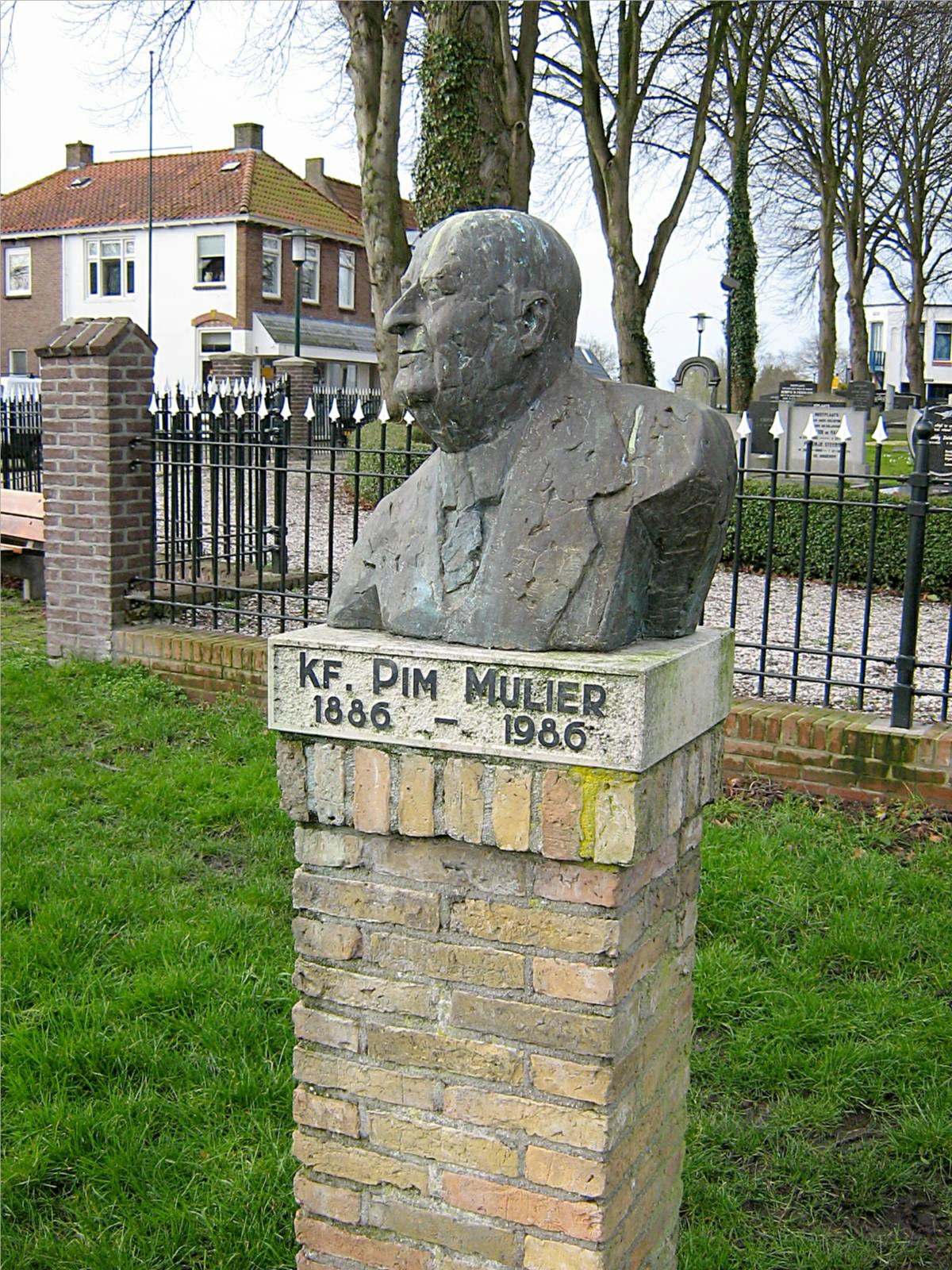
Buste de Pim Mulier à Witmarsum

En 1891, Pim Mulier, avec l'aide de Charles Goodman Tebbutt, introduit le bandy aux Pays-Bas.
Il est président de l'International Skating Union (Union internationale de patinage) de 1892 à 1894. C'est le suédois Viktor Balck qui lui succède à la présidence.
En 1912, il joue un rôle majeur dans la fondation du Comité olympique néerlandais.
En plus d'être un pionnier du sport, il est également connu comme un collectionneur d'art accompli, comme un dessinateur qualifié, un décorateur d'intérieur, un peintre, un illustrateur, un journaliste, un linguiste et un expert de la pêche intérieure. L'importance de son travail et l'appréciation de celui-ci ressortent des nombreux prix qui lui ont été décernés par des gouvernements, des organisations et des associations. Il est Officier de l'Ordre d'Orange-Nassau, Chevalier de l'Ordre du Lion néerlandais et reçoit en 1951 l'Œillet d'argent du Fonds Prince Bernhard. 
Il est fait citoyen d'honneur de la commune de Wonseradeel le 28 juin 1950.
Il meurt le 12 avril 1954 à La Haye. 

### Hommage
Le Pim Mulierstadion de Haarlem, construit en 1963, porte son nom.
En 1986, sa ville natale fait sculpter un buste de Pim Mulier par Frank Zeilstra.

## Source
- (nl) Cet article est partiellement ou en totalité issu de l’article de Wikipédia en néerlandais intitulé « Pim Mulier » (voir la liste des auteurs).

- (en) Cet article est partiellement ou en totalité issu de l’article de Wikipédia en anglais intitulé « Pim Mulier » (voir la liste des auteurs).